# Куйбышева, Елена Владимировна
Еле́на Влади́мировна Ку́йбышева (7 июня 1892, Кокчетав, Акмолинская область, Российская империя — 7 июля 1990, Москва, РСФСР, СССР) — основатель и директор музея В. В. Куйбышева (в течение 35 лет), сестра В. В. Куйбышева. Заслуженный работник культуры Казахской ССР. Почетный гражданин города Кокчетава (15 октября 1974).

## Происхождение
Отец — Владимир Яковлевич Куйбышев (скончался 24 ноября 1909 года), дворянин, потомственный военный, подполковник, участник русско-японской войны 1904—1905 годов. Возглавлял воинское присутствие в Тюмени, похоронен там же на бывшем Текутьевском кладбище.
Мать — Юлия Николаевна Куйбышева (в девичестве — Гладышева), учительница начальной школы в Кокчетаве, дочь чиновника из Семипалатинска, где служил Владимир Яковлевич. Они поженились в 1883 году.

## Биография

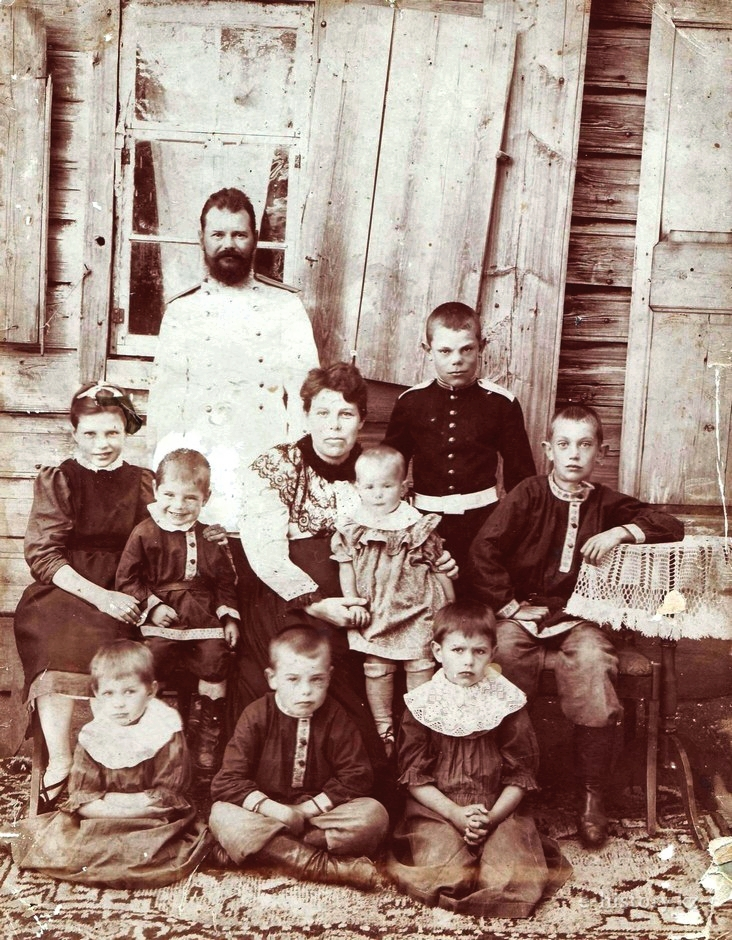
Семья Куйбышевых в Кокчетаве, 1889 год (3 года до ее рождения)

Родилась 7 июля 1892 года в г. Кокчетав, Акмолинской области, Российской империи. После окончания гимназии трудилась учительницей в с. Сосновка Саратовской губернии, где в 1918 г. была избрана членом сельсовета в отдел народного образования, там она работала до 1923 г. Затем работала в Москве в редакциях журналов «Работница» и «Пионер», газеты «Комсомольская правда». Основатель и директор музея В. В. Куйбышева (в течение 35 лет) в Кокчетаве. Для создания музея её пригласил председатель Совмина Казахской ССР Н. Д. Ундасынов (в то время она проживала в Москве).
Елена Владимировна в почтенном возрасте оставила благоустроенную Москву и поселилась в глуши, каким был тогда Кокчетав. Елена Владимировна отыскала дом родителей, где прошли детство и юность Валериана и где родилась она сама. Пришлось отремонтировать и дом, и надворные постройки, и привести в порядок сад. Елена Владимировна занялась одновременно и собирательской работой. 25 января 1949 года, состоялось торжественное открытие Республиканского мемориального музея Валериана Владимировича Куйбышева. Первоначально экспозиция была небольшой, и фонд насчитывал всего 250 экспонатов, но в первый же день музей посетили 350 человек.

Е. В. Куйбышева и писатель И. Н. Салахов, март 1987 года

А уже в 1950 году во всех комнатах мемориального дома расположилось 5 отделов. Со временем музей расширился, было построено новое здание, которое соединялось галереей с мемориалом. Елену Владимировну уважали и горожане, и посетители музея. Была награждена орденами «Знак почета», «Дружбы Народов», ей присвоено звание Заслуженного работника культуры Казахской ССР. Когда отмечали 150-летие Кокшетау, первым почетным гражданином города назвали именно Е. В. Куйбышеву. В возрасте 90 лет Елена Владимировна покинула Кокчетав, переехав в Москву, она глубоко переживала за свое детище и держала непрерывную связь с близким её сердцу домом.
Умерла 7 мая 1990 года в Москве.

## Почетные звания
- Почётный гражданин города Кокшетау (15 октября 1974).

## Награды
- Орден «Знак почета»,
- Орден Дружбы Народов,
- Заслуженный работник культуры Казахской ССР.